# Kunu Márió
Kunu Márió (Budapest, 1991. december 1. –) roma származású magyar énekes. Legismertebb dala a Rajosan, YouTube-on 29 millió feletti megtekintéssel. Több zenekari és szólószámot is kiadott, például a Túlbonyolítod című dal klipjében a volt felesége is szerepel.

## Zenei pályafutása

### Korai évek
Gyerekként rapelőadó volt a Fekete Angyalok nevű formációban (2004), később, 2007-ben kilépett és megalakította a G‑Point R&B formációt. 2010-ben szerepelt a Megasztár ötödik évadában a Street nevű csapattal.[forrás?]

### Szólókarrier
2016-ban jelent meg első önálló albuma, a Semmi gond, amelyen olyan slágerek szerepelnek, mint a Senorita és a Héy lány. 2023-ban a Quattro kiadó által jelent meg a Kun for Money digitális kislemeze. 2025-ben kiadott III. EP albuma két hét alatt 350 000 Spotify lejátszást ért el.

### Top slágerek (Spotify megtekintések alapján)
| Dal címe            | Megjelenés  | Hallgatottság |
| ------------------- | ----------- | ------------- |
| Rajosan             | 2017.03.19. | 6,7 millió    |
| Gurulunk Tovább     | 2021.07.19. | 3,1 millió    |
| HÚZZUNK RÁ          | 2020.04.27. | 2,9 millió    |
| SENKI NEM SZÓL RÁNK | 2024.10.20. | 2,6 millió    |
| Kardnyelők          | 2021.08.25. | 2,1 millió    |
| Senorita            | 2016.08.19  | 1,8 millió    |
| Héy Lány            | 2016.12.21. | 1,7 millió    |
| Dzsaljunk           | 2022.02.03. | 1,5 millió    |

### Videóklip és egyéb megjelenések
- Túlbonyolítod (ft. Weszélyes Elemek) – nem került fel a slágerlistára.[5]
- SoundCloudon is megjelentek hivatalos klipjei, pl. Gurulunk Tovább, Péntek van, Rajosan.[6]
- Birkanyírás (2023.03.14.) – Kálo Bone közreműködésével.[7]

## Magánélet
Házasságban élt Kunu Alexandrával — 10 év után 2024 nyarán elváltak, de októberben ismét visszataláltak egymáshoz. Közös gyermekük is van. 2025 júliusában nyilvánosan bejelentette, hogy egy párt alkot Czakó Emíliával (Kávétejszínnel).

## Jogügyek és botrányok
2020-ban közfeladatot ellátó személy elleni erőszakért elítélték, pénzbüntetést és felfüggesztett börtönt kapott. 2022-ben zaklatás gyanújával feltüntették a körözöttek között; végül mindez pénzbüntetéssel rendeződött. 2023-ban kábítószer-birtoklás miatt elfogatóparancsot adtak ki ellene, de másnap tisztázta az ügyet. 2025 februárjában ismét elfogatóparancsot adtak ki kábítószer-birtoklás miatt, de pár óra után visszavonták.